# Герб Диканського району
Герб Дика́нського райо́ну — офіційний символ Диканського району Полтавської області, затверджений 25 лютого 2000 року. 
Автори герба: Барабаш О.М. й Олефіренко М.М.

## Опис герба
Герб Диканського району створений з урахуванням вимог геральдики, традицій району та його сучасності, виражених в геральдичних знаках і кольорах, що несуть відповідну смислову інформацію.
Основою герба є щит, контур якого споріднений з контуром гербів інших районів Полтавщини — чотирикутник із заокругленими нижніми кутами і загостренням в основі. Поле щита поділено на три частини, що обумовлює належність більшості громадян до християнської віри. 
Верхня частина герба має бузковий колір, як символ молодості, неповторної краси природи, частиною якої є бузок, оспіваний на традиційному святі «Пісні Бузкового гаю». На цьому полі розміщено зображення Тріумфальної арки, що є візитною карткою та історичним символом Диканьки.
Ліве нижнє поле має жовтий колір, що відображає основну сільськогосподарську діяльність людей району, на якому розміщено блакитний вогник – символ природного багатства.
Праве нижнє поле має малиновий колір, на ньому розміщено булаву та пірнач, як символ козацького минулого, за основу взято колишній герб села Великі Будища, де знаходилася козацька сотня.
Поле щита оброблено золотим контуром, що увінчує славну історію і сьогодення краю. Над щитом розміщено вишитий український рушник з назвою краю як символ таланту і творчих традицій Диканщини. Щит обрамлено двома дубовими гілками з жолудями і колосками пшениці як символ міцності, зрілості, упевненості у своїх силах, достатку краю. Дубові гілки пов’язані синьо-жовтою стрічкою, що є символом державності.